# Giro de la Galerna
El Giro de la Galerna (en francés Virée de Galerne) fue una campaña militar de la Guerra de Vendée (en español «Vandea») durante la Revolución francesa que se desarrolló en el Maine, en Bretaña y en Normandía. Su nombre procede de gwalarn (en español «galerna»), palabra bretona que designa este viento del noroeste.
Se trata del periplo del ejército vendeano que, tras cruzar el río Loira tras su derrota en Cholet (17 de octubre de 1793), se dirige a Granville esperando recibir refuerzos desde Inglaterra.
Al no poder tomar Granville (14 de noviembre), se replegará hacia Savenay (23 de diciembre) donde fue totalmente aniquilada por las tropas del general Jean-Baptiste Kléber (1753-1800). Aquella batalla significó la destrucción del Ejército Real y Católico, condenando a los rebeldes a la derrota en lo que se denominará la «Primera Guerra de Vendée» (3 de marzo de 1793 al 5 de marzo de 1795).

## Antecedentes

### Derrota de Cholet
Tras un período de tensiones comenzado en 1789, en 1793 se produjo un alzamiento masivo en marzo de 1793 que abarcó toda la región de la Vandea, aunque desde hacía dos años se venían formando pequeños grupos armados de opositores monárquicos al nuevo régimen.
Durante el mes de octubre de 1793, y siguiendo el plan de Kléber, los ejércitos republicanos del Oeste y Maguncia lanzaron una ofensiva coordinada para acorralar a los vendéens («vandeanos»). Estos últimos, rodeados, libraron una batalla desesperada en Cholet el día 17, siendo completamente derrotados y viéndose forzados a escapar al norte de Beaupréau, siguiendo la única ruta libre hacia Saint-Florent-le-Vieil pero quedando atrapados contra el río Loira.
El cruce del río fue posible porque durante la batalla el general y príncipe Antoine-Philippe de La Trémoïlle d'Talmont (1765-1794) lo había cruzado con 4000 soldados y tomado Varades para mantener abiertas las comunicaciones con Bretaña y Maine. Obligados a abandonar su «efímero reino», sin recibir órdenes y guiados por el pánico, los vandeanos cruzaron en todos los botes disponibles entre el 17 y el 18 de octubre. El día 19, cuando la vanguardia republicana llegó a Saint-Florent, encontró la ciudad desierta.

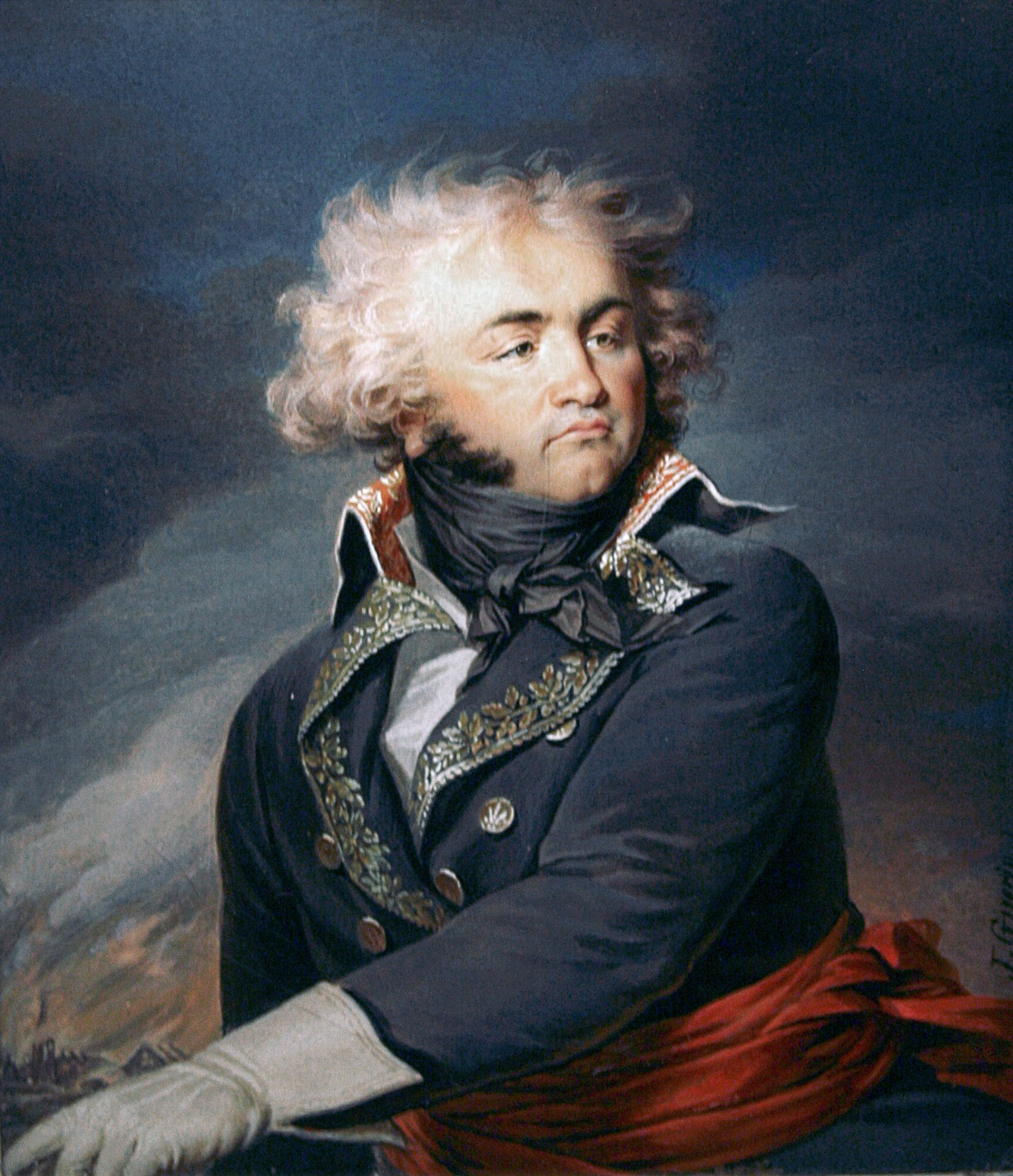
Jean-Baptiste Kléber, Jean-Urbain Guérin, 1798.

Los rebeldes católicos habían perdido a muchos de sus mejores generales. El marqués Louis-Marie de Salgues d'Lescure (1766-1793) había resultado gravemente herido en La Tremblaye (15 de octubre). El también marqués Charles-Melchior Arthus d'Bonchamps (1760-1793) murió el 18 de octubre por sus heridas tras prevenir la masacre de 4000 o 5000 prisioneros republicanos en Saint-Florent, los que serían liberados poco después. Maurice Joseph Louis Gigost d'Elbée (1752-1794) también estaba gravemente herido y no puede seguir al ejército; este queda bajo el mando temporal de François Charette Athanase de La Contrie (1763-1796).
Los soldados republicanos juraron no volver a tomar las armas contra los rebeldes, pero poco después de unirse al grueso del ejército sus comandantes los obligaron a volver al combate y les prohibieron mencionar tal acto de misericordia, inventando la falsa versión de que sus propios compañeros los libraron de los monárquicos.
Por estas razones, en Varades los vandeanos decidieron unánimemente ponerse bajo el mando de Lescure, quien rechazo el ofrecimiento por su mal estado. Finalmente los oficiales eligieron al joven conde Henri du Vergier d'La Rochejaquelein (1772-1794). La Rochejaquelein inicialmente fue reticente a aceptar el mando pero al final se mostró de acuerdo.
Durante la travesía un mensajero de Jersey y exmiembro de la «Asociación Bretona»,  Association bretonne, Louis Joseph Benigna La Haye-Saint-Hilaire (1766-1838), trajo un mensaje de los príncipes exiliados en Reino Unido. Este decía que los ingleses prometían ayudar con un ejército pero los vandeanos debían tomar un puerto. Otro mensaje, escrito por el papa Pío VI (1717-1799) en respuesta a una carta del abate Étienne-Alexandre Jean-Baptiste Marie Bernier (1762-1806), anunciaba que Gabriel Guyot de Folleville (1764-1794), miembro del Consejo de la Vandea y supuestamente obispo de Agra, era un impostor. Para evitar desmoralizar al ejército, el falso obispo fue obligado por los generales a irse discretamente.

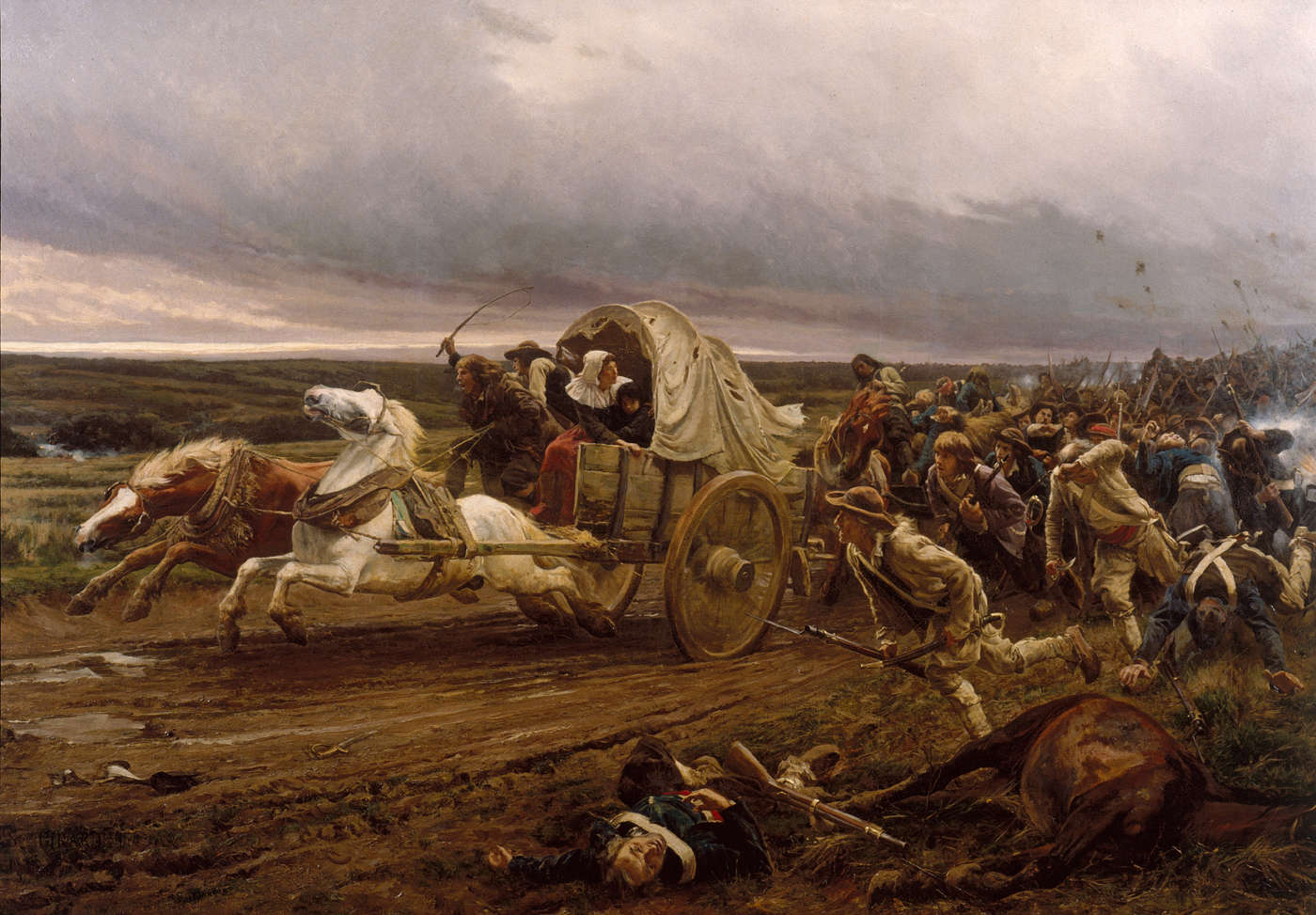
La déroute de Cholet, Jules Girardet, 1886.

El 20 de octubre los vandeanos dejan Varades con rumbo a Laval. La columna tiene un largo de 18 kilómetros. Contaban con La Rochejaquelein como comandante en jefe, asesorado personalmente por Lescure y secundado por Jean-Nicolas Stoffiet (1753-1796); con el príncipe de Talmont a cargo de la caballería, secundado por Henri Forestier (1775-1806); Gaspard de Bernard de Marigny (1754-1794) encabezando la artillería; y el presidente del Consejo, el marqués Guy Joseph de Donnissan de Citran (1737-1794). También destacan Charles Augustin de Royrand (1731-1793), François de La Lyrot Patouillère (1732-1793), Jacques Nicolas Fleuriot de La Fleuriais (1738-1824), el marqués Charles Auguste Marie Joseph de Beaumont d'Autichamp (1770-1859), Dominique Piron Piron La Varenne (c.1755-1794), Louis Marie de La Roche-Saint-André (1751-1793) y Charles Henri Félicité Sapinaud de La Rairie (1760-1829).

### Movimientos republicanos

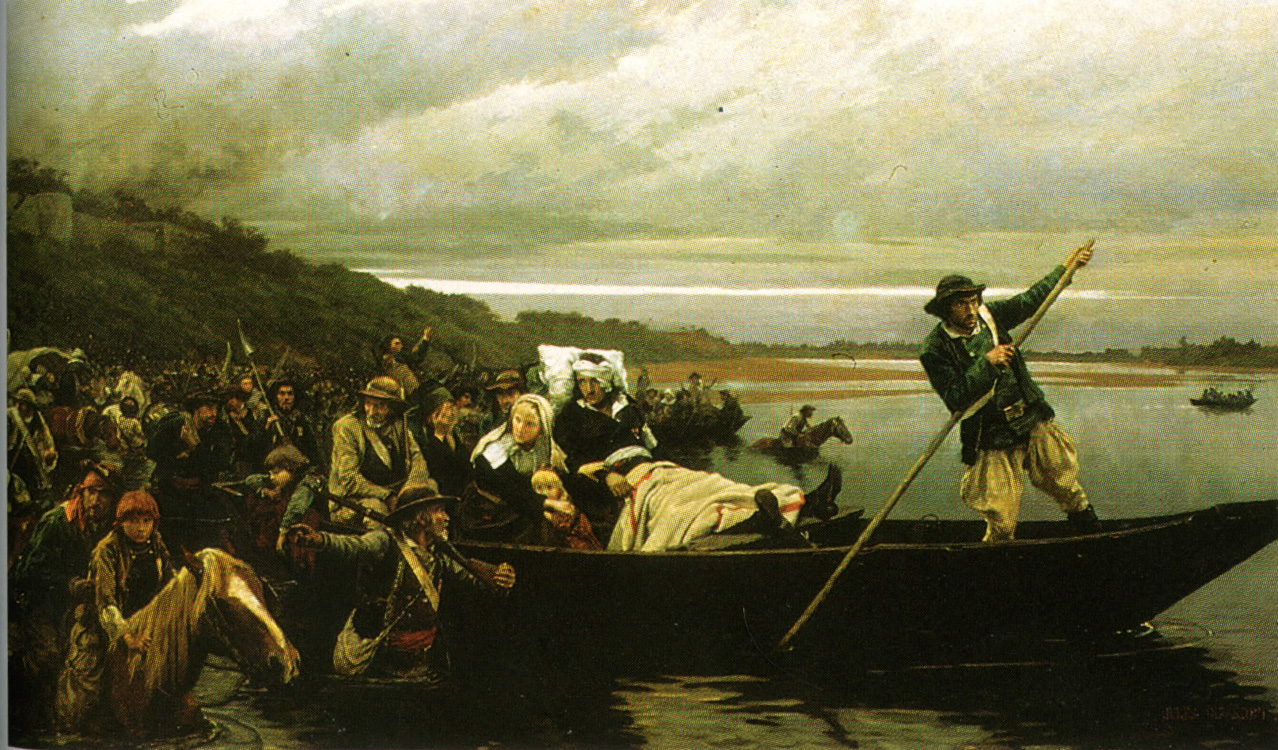
Le Général Lescure blessé passe la Loire à Saint-Florent, Jules Girardet, 1882.

Tras la exitosa operación en Cholet los republicanos cometen el error de no avanzar inmediatamente sobre Saint-Florente, creyendo la guerra ya ganada. Todo esto había sido gracias a que el 1 de octubre el Comité de Salvación Pública había ordenado organizar las fuerzas republicanas en una sola unidad, el Ejército del Oeste, bajo el mando de Jean Léchelle (1760-1793). Se acababan así las descoordinaciones y rivalidades entre los distintos jefes independientes. Léchelle pronto es declarado incompetente por varios representantes de misión y reemplazado informalmente por Kléber. Sus principales oficiales eran Armand-Michel de Bacharetie de Beaupuy (1755-1796), Nicolas Haxo (1749-1794), François-Séverin Marceau-Desgraviers (1769-1796), François-Joseph Westermann (1751-1794) y Chalbos Alexis François (1736-1803). Ellos eran supervisados por los representantes de misión Antoine Merlin de Thionville (1762-1833), Louis Turreau-Linières (1761-1794), Pierre Bourbotte (1763-1795), René-Pierre Choudieu (1761-1838), Pierre Louis Prieur de la Marne (1756-1827) y Jean-Baptiste Carrier (1756-1794).
Su ejército estaba encargado de perseguir a los vandeanos, sumando 30 000 hombres. Al norte del Loira estaban las tropas del general Jean Antoine Rossignol (1759-1802), aunque bastante dispersas y como estaban encargadas de defender las costas de Bretaña y Maine, se concentraban en defender las ciudades costeras, dejando el interior de las provincias vulnerables viéndose sorprendidas por los ataques vandeanos. Pronto tuvieron que pedir refuerzos a las unidades de Normandía.

## Fuerzas enfrentadas

### Republicanos
Al inicio de la campaña el Ejército del Oeste, la unidad republicana encargada de perseguir a los vandeanos y formada de la fusión del Ejército de Maguncia, el Ejército de las costas de La Rochelle (o de la Vandea) y parte del Ejército de las costas de Brest, sumaba aproximadamente 40 000 soldados según el Owen Connelly, de los que 14 000 a 15 000 provenían de la primera unidad. Sin embargo, parte de sus fuerzas no cruzaron el Loira y se quedaron en la Vandea. La marquesa de La Rochejacquelein afirmaba que después de la batalla de Laval los republicanos reunieron unos 30 000 soldados.
Unos meses antes, el 15 de julio de 1793, el revolucionario Bertrand Barère de Vieuzac había estimado las fuerzas republicanas en el oeste francés en 53 000 soldados del Ejército de las costas de La Rochelle, 15 000 del Ejército de las costas de Brest y 10 000 del Ejército de las costas de Cherburgo.
Basado en el estudio de numerosos documentos de la época, el militar francés Jean-Julien Savary calculaba que para el 14 de noviembre de 1793, poco antes del asalto a Granville, unos 30 000 republicanos estaban operando contra los monárquicos: en Rennes el Ejército del Oeste más algunos refuerzos del Ejército de las costas de Brest (20 000 plazas), la columna del general Auguste Joseph Tribout (4000) y el Ejército de las costas de Cherburgo en Coutances (6000).

### Monárquicos

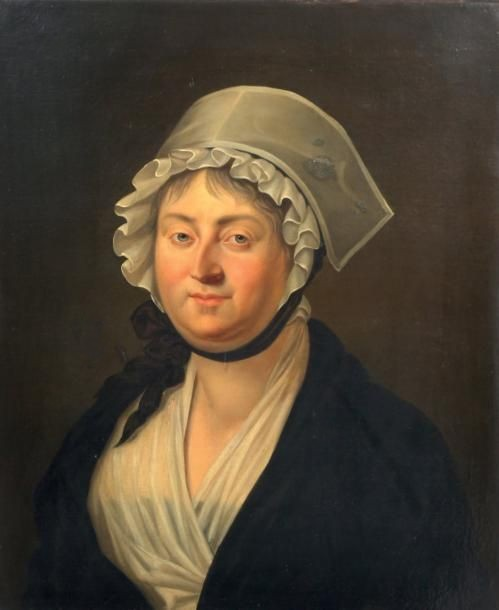
Retrato de la marquesa de La Rochejaquelein, por Pierre-Narcisse Guérin, primer tercio del.

El general Turreau afirmaba en sus Memorias, escritas originalmente entre 1794 y 1795, que la mayoría de los vandeanos siguieron sus costumbres y volvieron a sus hogares después de Cholet. También que sólo una parte del ejército cruzó el Loira, como mucho 30 000 personas, de las que menos de 20 000 eran combatientes y 4000 a 5000 mujeres y niños. Se basaba en un informe hecho por los comisionados republicanos de la Vandea en 1793. En el documento afirmaban sobre los realistas que cruzaron las aguas: «Nos enteramos de que hay entre 20 y 30.000; de 4 a 5.000 mujeres, niños y ancianos los siguen o más bien obstaculizan su progreso» (sic). En cambio, el general vandeano Bertrand Poirier de Beauvais, quien escribió sus propias Memorias en 1796-1797 en respuesta a Turreau, sostenía que la mayoría de los vandeanos cruzaron acompañados por sus esposas e hijos. En vanguardia iban los 6000 mejores combatientes monárquicos que eran seguidos por el grueso del ejército, unos 18 000 hombres. Otro general republicano, Jean Baptiste Kléber, estimaba que unos 60 000 monárquicos cruzaron el río, sin incluir sacerdotes y niños ni a 9000 ó 10 000 mujeres. Esta hueste contaba con 32 cañones, varios de a 12 libras, y cajones de municiones en proporción.
Decía un comandante republicano de apellido Bourgeois, quien fue el primero en enfrentarse a los vandeanos después del cruce del río y cuyo testimonio fue recogido por Savary: «nos encontramos a tres leguas de Varades donde cuarenta mil soldados del ejército católico, perseguidos por el ejército de Maguncia, acababa de aterrizar». En un interrogatorio, un oficial monárquico apellidado Perreau afirmaba los vandeanos tenían 25 000 a 30 000 hombres y 45 cañones, pero les seguían «rezagados» en «un número muy considerable». La marquesa de La Rochejacquelein reconoce que jamás se hizo un censo de la hueste pero la estimación que más escuchó era de unos 80 000 y que contaban con 30 cañones. Descontando unas 10 000 mujeres e igual número de ancianos y niños, quedarían unos 60 000 hombres adultos. Descartando a los numerosos heridos, los que carecían de experiencia militar o tenían muy poca y los que estaban agobiados cuidando de sus familias, solamente 40 000 a 50 000 eran verdaderos combatientes. Jaudonet de Laugrenière, estimaba que la hueste monárquica: «Su número no ascendía a menos de sesenta mil combatientes, entre ellos treinta mil armados, sin contar una innumerable y desordenada procesión de mujeres, niños, ancianos, sacerdotes, monjes, religioso. Tenían entre mil doscientos y mil quinientos caballos, seiscientos carruajes, veintidós carromatos llenos, treinta piezas de cañón y una gran cantidad de balas».
La marquesa también menciona la estimación de 100 000 vandeanos hecha por historiadores como Jacques Crétineau-Joly, pero la descarta por exagerada. Otro historiador francés, Charles-Louis Chassin, a finales del siglo XIX analizó dicha cifra, que era bastante aceptada por sus colegas en su época. Según Chassin, para que fuera verídica, la cantidad de ancianos, mujeres, niños y heridos debía ser tan alta como la de combatientes. Basado en los informes de los militares republicanos, descarta que un gran número de campesinas abandonaran Cholet para seguir a sus esposos, pues usualmente estos a casa volvían después de las batallas. En cambio, la mayoría de los civiles que acompañaban al ejército realista debían ser las esposas, familiares y sirvientes de los nobles. De hecho, después de la derrota todos los castillos e iglesias de la región fueron vaciados por los monárquicos en retirada. Esto también indica que todo misionero, monja o sacerdote refractario no tuvieron otra opción que unirse al Ejército Real y Católico, probablemente dedicándose a predicar para animar a sus combatientes. El historiador Jacques Hussenet estimaba que la horda vandeana incluía unos 30 000 combatientes, de los que 1200 a 2000 serían jinetes. Les acompañaban 15 000 a 60 000 mujeres, niños, ancianos y heridos. Mientras, otro historiador llamado François Furet calculaba en 30 000 a 40 000 el número de soldados y milicianos realistas. Owen Connelly creía que pudieron ser 60 000 rebeldes con 20 000 civiles siguiéndolos. Otros historiadores también han dado sus estimaciones: Jean-Clément Martin (60 000 a 100 000 personas), Anthony Joes (65 000) y Mark Levene (50 000 a 100 000).
Respecto del número de chuanes, en sus Memorias madame La Rochejaquelein afirma que 6000 guerrilleros se unieron al Ejército Católico y Real cuando cruzaron el Loira, la mayoría venían de la zona Laval y Fougères. Sin embargo, en otra sección afirmaba que 10 000 a 12 000 bretones habían ayudado a los vandeanos en operaciones contra Angers, al otro lado del Loira, pero esto parece haber sucedido en etapas tempranas de la guerra.

## La Vireé

### Victorias vandeanas

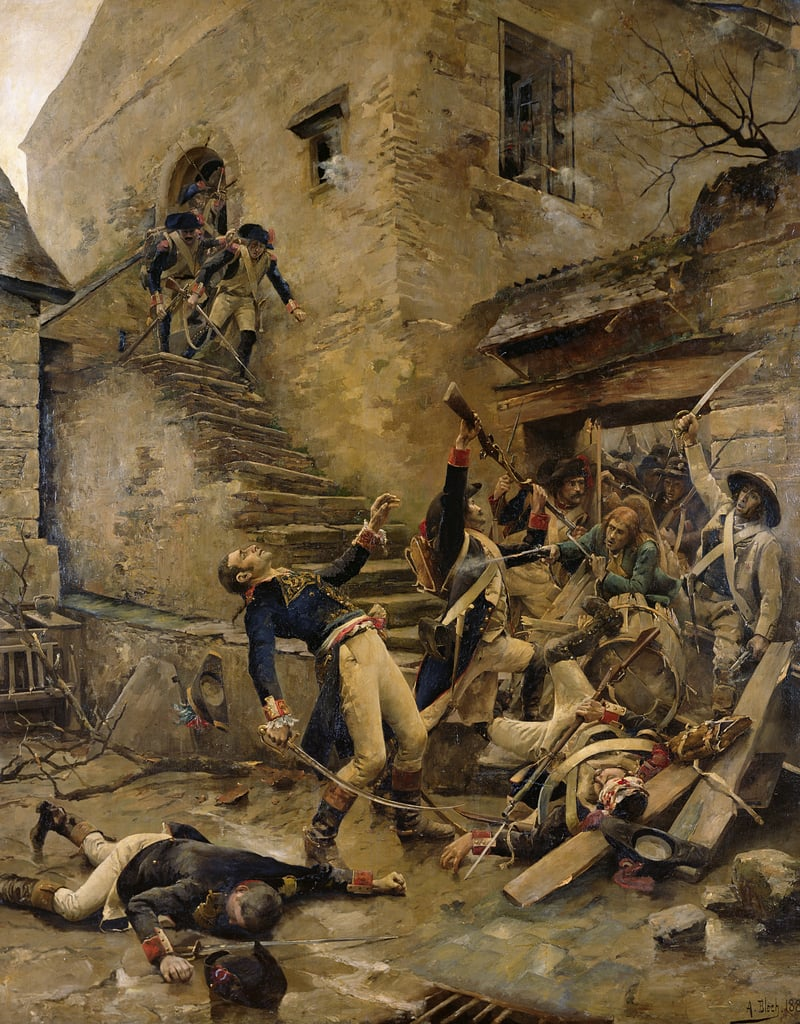
Mort du général Beaupuy, Alexandre Bloch, 1888.

Después de reunirse en Varades, los vandeanos avanzaron sobre Laval, en las antiguas tierras del príncipe de Talmont. Él estaba convencido de que su influencia haría alzarse a toda la región. El 20 los católicos ocupaban Cande y el 21 Château-Gontier con poca resistencia. El 22 de octubre tomaron Laval tras una breve lucha, los 15 000 guardias nacionales son expulsados al coste de apenas 100 bajas realistas. El príncipe decidió darle a sus hombres unos días de descanso. Sin embargo, ese mismo día los republicanos del Ejército del Oeste cruzaron el Loira por Angers y Nantes, decididos en su persecución de los "ladrones" dejando solo a Haxo con su división en la Vandea para enfrentarse a Charette. El 25 de octubre, una vanguardia de 4000 republicanos dirigidos por Westermann y Beaupuy entra en Château-Gontier. Los republicanos estaban agotados pero se niegan a esperar al grueso del ejército y avanzan sobre Laval, siendo derrotados. El 26 de octubre, Westermann se unió a Léchelle y la mayoría de los republicanos en Villers-Charlemagne, convenciendo a Léchelle de atacar Laval inmediatamente, resultando vencidos en el pueblo vecino de Entrammes y deben huir a Lion d'Angers con enormes pérdidas frente a las comparativamente bajas sufridas por sus enemigos.
En respuesta, los vandeanos recuperan Château-Gontier y el general Beaupuy resultó gravemente herido. Unos días más tarde Léchelle estaba bajo arresto por orden de Thionville y enviado a Nantes, donde se suicidó el 11 de noviembre. El día después de la batalla, mientras los vandeanos retenían Laval, Kléber decidió volver con su ejército a Angers a reorganizar sus fuerzas. Los representantes nombran a Chalbos général en chef par intérim, «General en Jefe Interino».

### Los chouanes

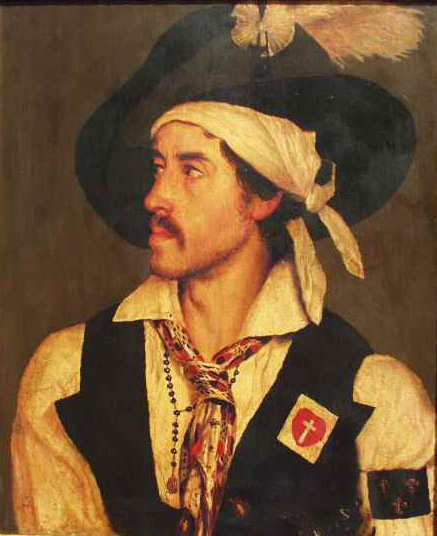
Jean Chouan, L. de Labarre, 1840.

En Bretaña y Maine, el Ejército Católico y Real recibe refuerzos que rápidamente llegan de Laval, Fougères y zonas cercanas. Al comienzo de la Vireé George Cadoudal (1771-1804), tras luchar durante meses en la Vandea, recluta insurgentes en Morbihan y a principios de noviembre se une a los vandeanos en Fougères con ciento cincuenta hombres. La población al norte del Loira era mayoritariamente realista y la llegada de los vandeanos promovió el alzamiento masivo. Los generales realistas esperaban sumar 50 000 chuanes a sus filas, pero solamente unos 7000 les apoyaron.
Del mismo modo, una minoría de favorables a los girondinos, hostiles a la monarquía pero comprometidos con las insurrecciones federalistas y perseguidos por los montañeses se deciden a unirse a los católicos realistas. El 22 de octubre, mientras los vandeanos tomaban Laval, el general girondino y conde Joseph-Geneviève d'Puisaye (1755-1827), derrotado en la batalla de Brécourt durante la revuelta federalista, envió una carta al Ejército Católico y Real afirmando disponer de cincuenta mil seguidores dispuestos a unírseles. En realidad, el conde de Puisaye apenas tenía un puñado de seguidores ocultos en el bosque de Pertre. De cualquier manera, la carta no fue tomada en serio y Léscure respondió que de disponer tamaño ejército no necesitaba unírseles. Puisaye no volvió a contactarse con los vandeanos pero un año más tarde sería uno de los principales dirigentes de los chuanes.
Sin embargo, el 24 de octubre 800 bretones y manieses estaban en las inmediaciones de Fougères, Vitre y Laval comandados por Jean Cottereau (1757-1794) -más conocido como Jean Chouan- y Aimé Picquet du Boisguy (1776-1839) emboscan a 1200 republicanos del general Augustin de Lespinasse (1737-1816) en la ciudad de La Gravelle, entre Vitre y Laval. Los realistas no podían mantener a los prisioneros en su poder, así que los liberaron después de jurar no volver a tomar las armas contra ellos. En Laval Cottereau y Boisguy se unen a los vandeanos, destacando por sus actuaciones en Croix-Bataille y Entrammes. También se sumará Jean Luis Treton (1770-1795).

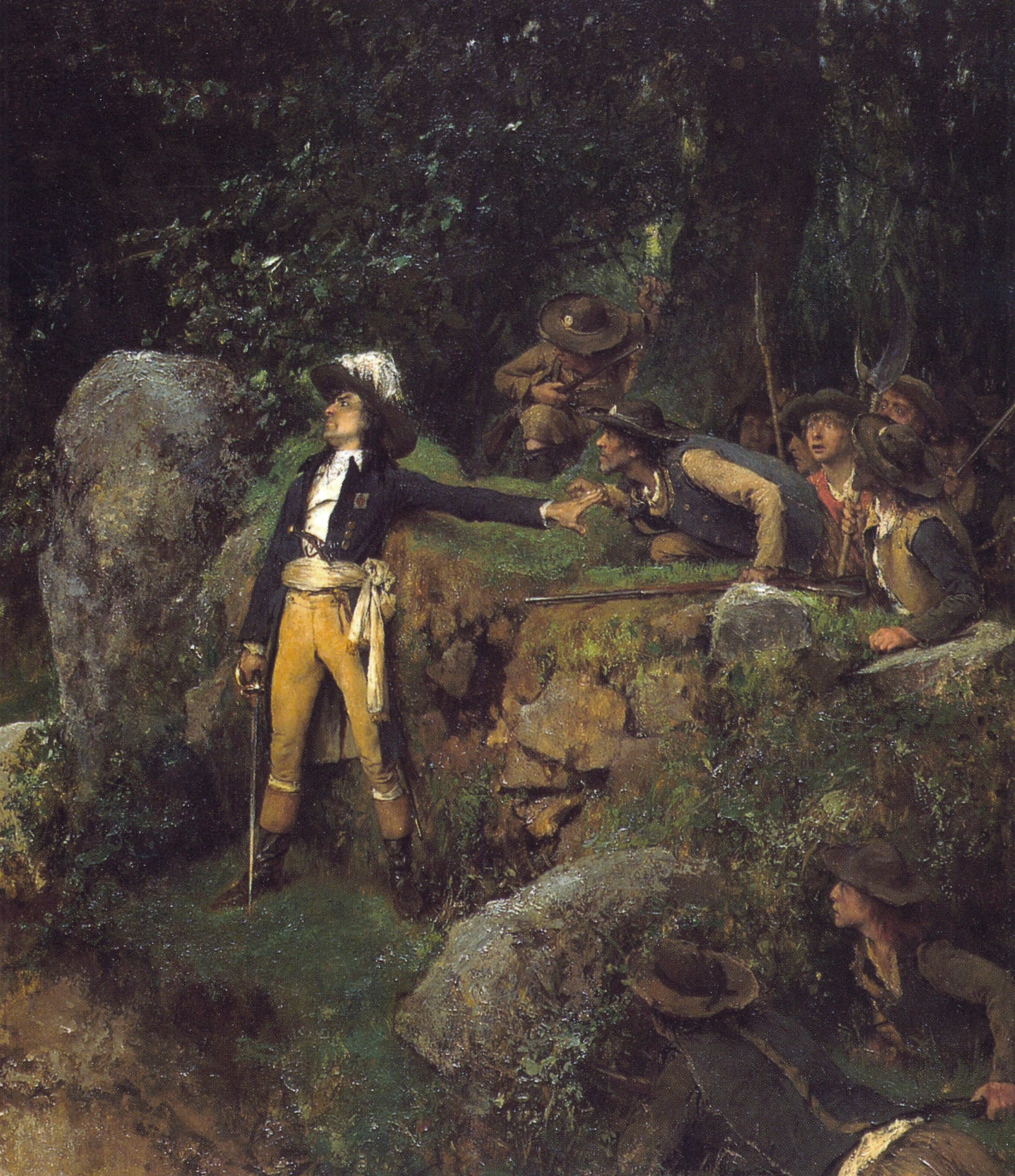
Chouans en embuscade Peinture, Évariste Carpentier,.

Estos refuerzos son llamados «pequeños vandeanos», Petite Vendée, pero poco a poco ellos se autodenominaran «chuanes», Chouans, en referencia al apodo de Cottereau. Sin embargo, las cifras seguían siendo muy inferiores a las expectativas de los generales católicos. Para empeorar la situación, la mayoría viene de comarcas vecinas a la Vandea, pero la insurrección no se extiende. Los chuanes combatirán en primera línea en la mayoría de las batallas.

### Marcha sobre Granville

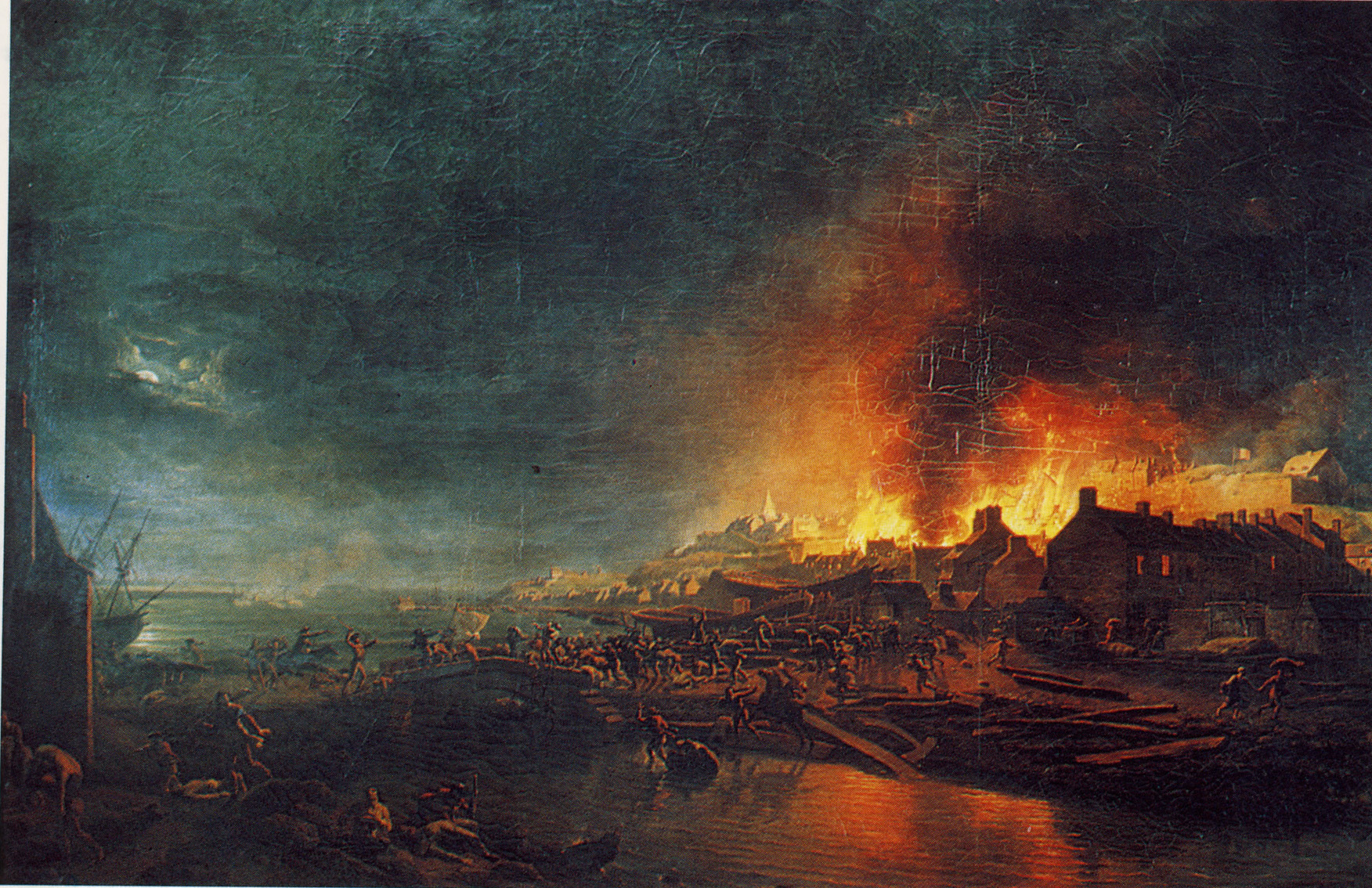
L'incendie de Granville par les Vendéens, Jean-François Hue, 1800.

El 28 de octubre, La Rochejaquelein se reúne con su ejército, que con los refuerzos chuanes sumaba los treinta a cuarenta millares de combatientes. El comandante en jefe quería aplastar al Ejército del Oeste para recuperar la Vandea pero sus oficiales estaban divididos. Algunos querían ir sobre Rennes y alzar la provincia de Bretaña; otros, encabezados por Talmont y Stoffiet, querían seguir la propuesta inglesa y tomar un puerto para que desembarquen los prometidos refuerzos. Finalmente, en un consejo celebrado en Saint-Malo se eligió la última alternativa.
El 2 de noviembre, los vandeanos llegan a Mayenne sin haber combatido pero viéndose mermados por epidemias, especialmente de disentería. En sus filas hay muchos heridos, enfermos, ancianos, mujeres y niños, haciendo lentos sus movimientos y difícil conseguir suministros. Esa misma noche, tres mil vandeanos aplastan un regimiento de infantería ligera en Ernée y cuatrocientos republicanos son asesinados. Luego atacan la ciudad, obligando a los republicanos a retirarse a Rennes, Vitre o Avranche. Los ochocientos prisioneros son puestos en libertad después de jurar no volver a combatir en el oeste. Al día siguiente el general Lescure muere por sus heridas en un carruaje cerca de La Pèlerine. Su cuerpo será enterrado en secreto por su viuda, la marquesa Victoire de Donnissan de La Rochejaquelein (1772-1857), cerca de Avranches por temor a ser profanado por los republicanos. No volvió a ser encontrado.
Los vandeanos tomaron unos días de descanso en Fougères, aprovechando de reclutar nuevas tropas. Es entonces que el médico Hippolyte Putod, oficial renegado del ejército republicano, persuade al Consejo Vandeano de atacar Granville en lugar de Saint-Malo. Afirmaba conocer el lugar, pues había participado en la construcción de sus fortificaciones. El Consejo aprobó su plan, a pesar de la oposición del girondino Bougon, quien abogaba por atacar Cherburgo, cuyas defensas no estaban preparadas para un ataque desde tierra. En Granville habían 5535 republicanos, aunque sólo 3183 eran soldados de línea.

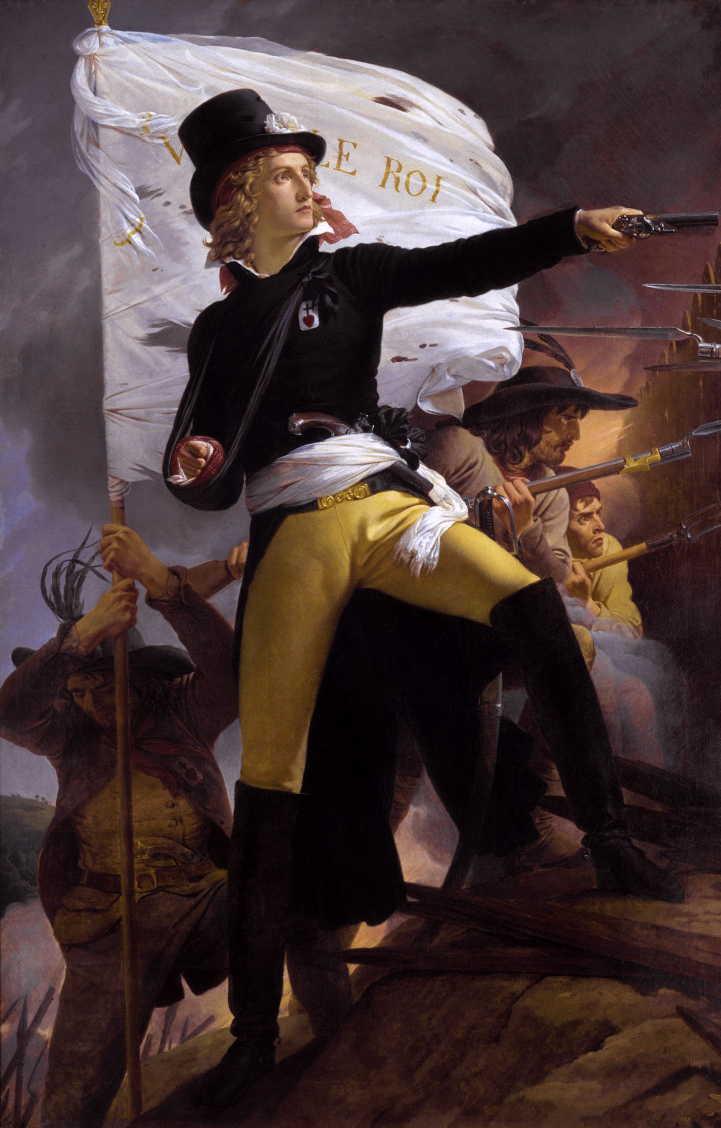
Henri de La Rochejaquelein, Pierre-Narcisse Guérin, 1817.

El 8 de noviembre los realistas dejan Fougères, atrás quedan cientos de heridos en los hospitales de la ciudad. Un día más tarde llegan a Dol y tras otra jornada a Pontorson, mientras los republicanos dejan a Lyrot en la Vandea avanzan sobre Rennes. El día 13 los católicos dejan a sus familias en Avranches bajo la custodia de Royrand y Fleuriot. En el camino Forestier y un escuadrón de caballería encuentra en Mont-Saint-Michel a trescientos sacerdotes refractarios, pero solo un quinto se les une, el resto vuelve a esconderse por miedo a represalias. El 14 de noviembre 25 000 realistas comandados por La Rochejaquelein atacan Granville, defendida solo por 5000 dirigidos por el general André Pacifique Peyre (1743-1796). Sin embargo, los soldados de Peyre se defienden con ferocidad y rechazan dos asaltos, obligando a los vandeanos a retirarse ya que no tenían equipo para asedios. La flota inglesa tampoco aparece, seguía en Jersey, donde su comandante Francis Rawdon-Hastings (1754-1826) desconocía de las actividades de sus aliados franceses. Al día siguiente los vandeanos retroceden a Avranches tras perder 2000 hombres. La Rochejaquelein no se daba por vencido y planea caer sobre Caen y Cherburgo pero su ejército estaba desmoralizado, envía un millar de soldados de la vanguardia a Villedieu-les-Poêles pero el grueso de sus fuerzas se niegan a seguir, más interesados de volver a sus tierras en la Vandea con sus familias. El 16 de noviembre dan la vuelta y su comandante se ve obligado a seguirlos. En Avranches dejan 800 heridos y rezagados que serán capturados por los republicanos y ejecutados por orden de Jacques Léonard Laplanche (1755-1817) cinco días más tarde.

### Batalla de Dol
Mientras tanto, los republicanos estaban reorganizándose en Rennes, donde se reunieron el 12 a 17 de noviembre, los 16 000 hombres del Ejército de Occidente de Chalbos y Kelber con los 4000 del Ejército de la Costa de Brest de Rossignol, además de los 6000 refuerzos del Ejército de las Costas de Cherburgo al mando de Charles William Sepher desde Normandía y 10 000 soldados del Ejército del Norte –enviados por orden del Comité de Salvación Pública el 12 de noviembre–. Sin embargo, también se ordena la disolución de las mejores tropas ahí presentes: los regimientos profesionales de Maguncia. Finalmente, también se nombra sin unanimidad a Rossignol jefe de ambos ejércitos.

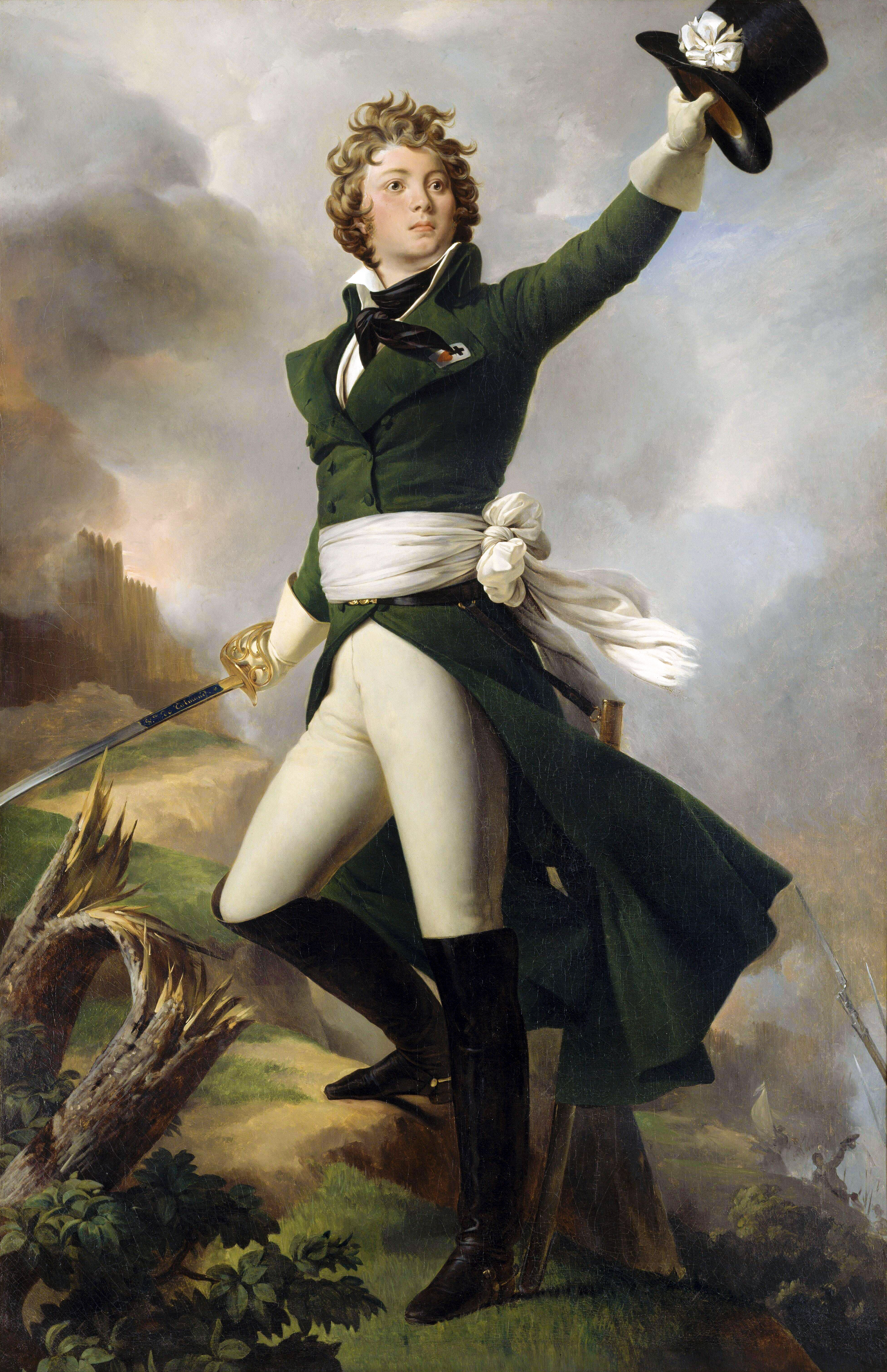
Antoine-Philippe de La Trémoïlle, prince de Talmont, Léon Cogniet,.

El 18 de noviembre, mientras sus enemigos siguen en Rennes, cuatro mil vandeanos de Tribout salen de Pontorson y ocupan Dol-de-Bretagne. El mismo día, Canuel recupera Fougères y dos centenares de realistas heridos que permanecían en los hospitales son torturados y asesinados, incluyendo gran número de mujeres.
Después de esto los republicanos se deciden a lanzar un ataque para intentar arrinconar a los vandeanos contra el mar. El 20 de noviembre la vanguardia de Westermann, unos 1200 jinetes, principalmente desertores alemanes, lanzó un ataque que fue rápidamente repelido, poco después los monárquicos ocupan Pontorson. Por su parte, el general Marceau toma posiciones en Antrain. En la noche del día 21, ambos generales vuelven al ataque pero La Rochejaquelein es alertado y decide atacar la vanguardia mientras Stoffiet ira contra Marceau. La segunda fuerza vandeana es forzada en la madrugada a retirarse a Dol, donde consigue rehacerse y contraatacar. Marceau se ve abrumado y debe regresar a Rossignol, mientras Westermann ha sido derrotado y debe retirarse a Antrain, ciudad que abandonaran el 22 para volver a Rennes. En Antrain algunos, tal vez cientos, de prisioneros republicanos son fusilados sumariamente en represalia por lo sucedido en Fougères, otros 150 son liberados por orden de La Rochejaquelein. Finalmente, fue la intervención de madame de Lescure lo que puso fin a las ejecuciones comenzadas por Marigny y sus hombres. La batalla había durado tres días y costado la vida a 10 000 hombres, dos tercios de ellos republicanos. Fue la mayor, pero a la vez la última gran victoria de los vandeanos en esta guerra.

### Regreso al Loira
Con la retirada de los republicanos la región del Loira queda en manos de los monárquicos. El 23 de noviembre, en Antrain, LA Rochejaquelein propone atacar Rennes y completar la destrucción de las fuerzas republicanas para luego regresar por Nantes a la Vandea. Pero Talmont quiero volver a atacar Granville y su opinión pesa más en el consejo. Sin embargo, el plan es rechazado por las tropas que se niegan a obedecer. Bajo el mando de Stofflet, los hombres deciden regresar por el camino más corto, la ruta de Angers. Así, durante la noche del 23 a 24 recuperan Fougères y el 25 Laval, lugares evacuados por los generales Canuel y Danican respectivamente.
Pero el viaje es dramático para los monárquicos, que se ven incapacitados para detener los ataques furtivos de la caballería del 14.º regimiento de Westermann, quien no para de acosarlos, mientras el invierno hace estragos. Muchos mueren de hambre, cansancio –como el general Royrand, herido en Dol– o enfermedades como el tifus, la disentería o el cólera. Para empeorar su situación, la mayoría de los combatientes están enfermos de sarna. Ellos, a diferencia de los republicanos, no pueden reemplazar sus bajas, especialmente las pérdidas de oficiales y soldados entrenados. Los insurgentes monárquicos capturados o que se rinden usualmente son ejecutados en el acto como exigía la ley del 19 de marzo de 1793. Los pocos sobrevivientes son enviados a cárceles republicanas, donde muchos murieron por tifus o acabaron fusilados o guillotinados.

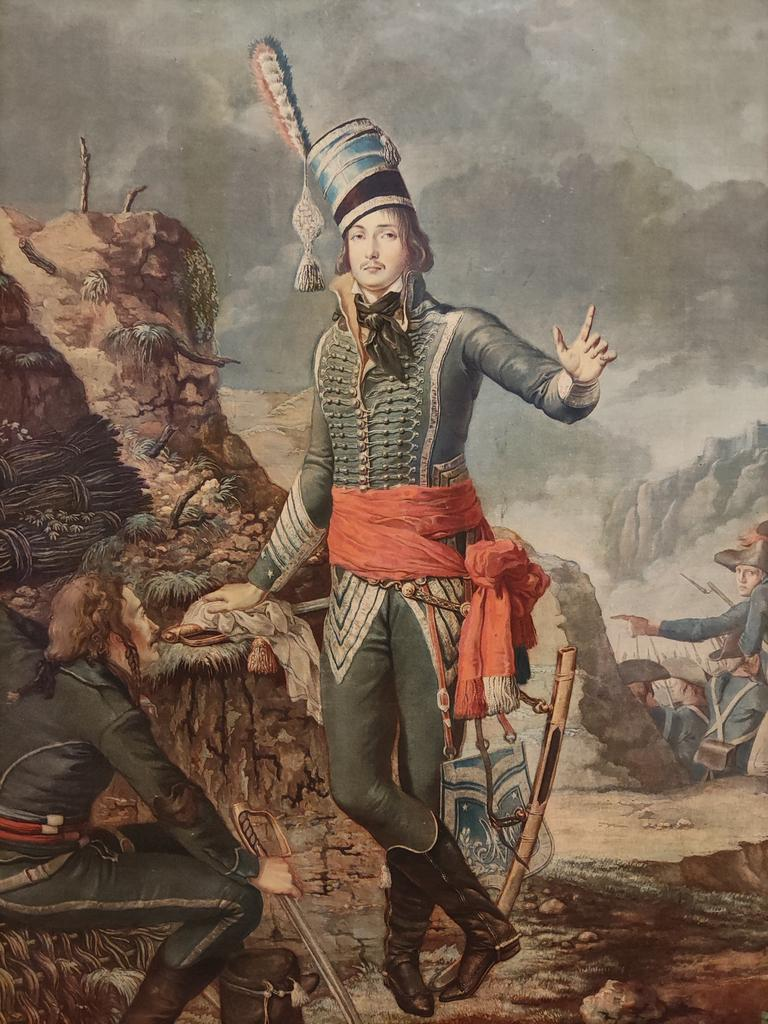
François-Séverin Marceau-Desgraviers, Antoine Sergent, 1798 (Museo de la Revolución francesa).

Los vandeanos se ven obligados a robar a la población local para sobrevivir, ganándose el odio de quienes inicialmente les apoyaban pero ahora estaban hartos de los combates, saqueos y epidemias. Algunos grupos de vandeanos capitulan –como en Laval el 15 de diciembre– o son masacrados –como en Sable-sur-Sarthe el 18 de diciembre–. Por su parte, los chuanes desaprueban la retirada a la Vandea e instan a sus líderes a atacar Rennes, convencidos de poder alzar toda Bretaña con ese éxito; al no ser escuchados y comprobando la debilidad del Ejército Católico, abandonan gradualmente a sus aliados.
Entre tanto, en Rennes, Rossignol dimite –aunque conserva nominal y oficialmente el mando del ejército por la confianza depositada en él de parte del Comité de Salvación Pública– y Kléber reorganiza las fuerzas republicanas, debilitadas por las deserciones. Sin embargo, pronto les llegan seis mil refuerzos de las costas de Cherburgo al mando de Sefer. También se despiden a muchos funcionarios contrarios a Kléber para facilitar su trabajo. El 27 de noviembre, tras enterarse de la derrota de Dol, el Comité nombra a Loius Marie Turreau (1756-1816) comandante del Ejército del Oeste pero aquel rechaza el cargo momentáneamente para servir en el de Mosela. Kléber queda así como jefe interino no oficial, ya que no cuenta con la confianza del Comité. Se propone el nombramiento de François-Séverin Desgraviers-Marceau (1769-1796) como jefe el ejército, a Westermann como comandante de la caballería y a Jean Louis Debilly (1763-1806) para la artillería. Propuestas todas aceptadas por el Comité.
El 3 de diciembre los vandeanos llegan a Angers, les quedaban solo 40 a 50 mil combatientes y civiles. El lugar contaba con cuatro mil defensores liderados por Louis Michel Auguste Thevenet (1764-1848) y Jean-Pierre Boucret (1764-1820). El general Armand-Michel Bacharetie de Beaupuy (1755-1796), aunque herido, participa de la batalla. El ataque vandeano no fue mejor planificado que el de Granville y tampoco tenían artillería para un asedio. El día 4 la vanguardia republicana de Jean Fortuné Boüin de Marigny (1766-1793) entra en el campo de batalla, causando pánico entre los realistas, que se retiran a La Flèche dejando 800 muertos. Marigny muere por una bala de cañón al final de la batalla. Por orden del representante François Joachim Esnue-Lavallée (1751-1816), los cadáveres de los monárquicos vencidos fueron exhibidos en las paredes de la ciudad.

### Batalla de Le Mans

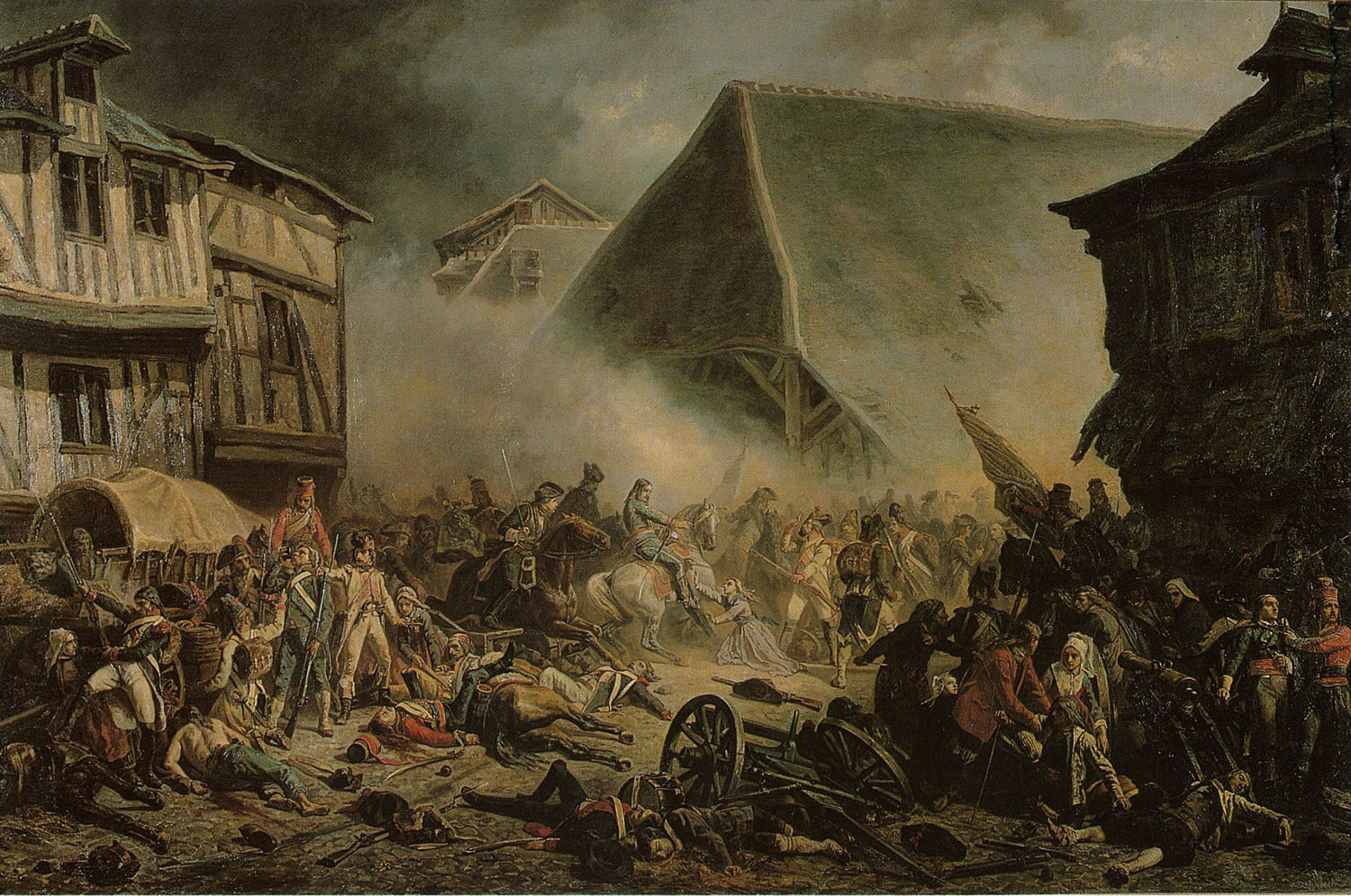
La bataille du Mans, Jean Sorieul, 1852.

Los vandeanos siguen su avance, seguidos de cerca por Westermann. Después de pasar por Baugé el día 5, llegan a La Flèche el 8 pero la encontraron defendida por 1500 republicanos de Chabot. Tras dejar a su retaguardia, liderada por Piron de La Varenne, defendiendo de un posible ataque de Westermann, La Rochejaquelein vadea el Loira y ataca a las tropas de Chabot por la retaguardia, poniéndolas en fuga. Los vandeanos habían conseguido un respiro gracias a la habilidad de su comandante, poco después logran reparar el puente y ayudar a Piron para rechazar un ataque de Westermann. Tras dos días de descanso los vandeanos ponen rumbo a Le Mans, sin embargo, entre la gente de la región entre ambas ciudades hay por igual monárquicos como republicanos, lo que les impide conseguir ayuda.

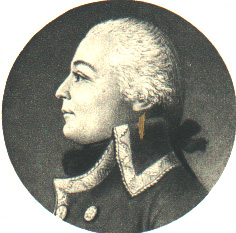
François-Joseph Westermann, Gilles-Louis Chrétien,.

El 10 de diciembre ocupan Le Mans tras una breve lucha, pero las tropas, desmoralizadas, se emborrachan y se niegan a salir y a obedecer a sus jefes. Dos días después Westermann llega a la ciudad y de inmediato lanza un nuevo ataque, repelido por La Rochejaquelein y 3000 hombres, la mayoría chuanes, que salieron de la ciudad. Sin embargo, poco después llegan los soldados de Tilly, luego los de Marceau y finalmente los de Kléber cuando la batalla acababa. Para ese entonces ya no existía defensa organizada de los monárquicos y los combates se seguían en medio del caos con la población civil aterrada hasta la noche. De todas formas, La Rochejaquelein consigue que el grueso de sus hombres escapen a Laval pero otros pequeños grupos quedan aislados en la ciudad, cuando esta cae se produce una carnicería de los refugiados, principalmente mujeres y niños, que acompañaban a los vandeanos. Kléber y Marceau intentan vanamente detener las atrocidades, Westermann salió en búsqueda de los vandeanos y mató a miles de rezagados entre Le Mans y Laval. Se estima que diez a quince mil vandeanos son asesinados y muchos otros capturados; los republicanos solo contaron treinta bajas fatales y un centenar de heridos. La batalla de Le Mans será la más mortífera de toda la guerra.

### Batalla de Savenay
Después de Le Mans, casi todos los chuantes con sus principales dirigentes abandonan a los vandeanos y vuelven a sus tierras. El 14 de diciembre veinte mil sobrevivientes monárquicos entran por tercera vez en Laval, las tropas republicanas entre tanto se concentran hacia el sur, por lo que el camino del Loira esta expedito de nuevo. A pesar de la fatiga, los vandeanos saben que no tienen tiempo para descansar. El mismo día llega a Craon, el 15 a Pouancé y el 16 a Ancenis, a orillas del Loira. Cerca de su objetivo se apoderan de todos los barcos que pueden encontrar y construyen balsas improvisadas, pero la otra orilla sigue en poder republicano. Por eso, entre el 16 y el 17, 1200 realistas al mando de Rochejaquelein y Stoffiet cruzan el río para establecer una cabeza de puente, pero el mismo 17 dos cañoneras llegan de Nantes para dificultarles el tránsito. Más de 400 soldados monárquicos se ahogan. Mientras tanto, Marceau toma posiciones en Cheteaubriand, al norte, y Westermann llega por el este, acorralando a los vandeanos contra Ancenis. Estos intentan huir hacia Nort-sur-Erdre, zona sin control enemigo, evitando Nantes, ciudad bien defendida. El día 19 Westermann ataca su retaguardia en Nort-Sur-Erdre, matando a trescientos o cuatrocientos rezagados. Una jornada más tarde los realistas llegan a Blain, les quedaban seis a siete mil hombres pero el Consejo de la Vandea decide elegir un nuevo comandante en jefe: Fleuriot. Talmont, furioso, se separa con tres seguidores y forma en Maine la Petite Vendée, «Pequeña Vandea». Al mismo tiempo Kléber y Marceau toman control del bosque de Gâvre, dejando sin más opción a los vandeanos que ir a Savenay.
En la mañana del 22 de diciembre, después que 150 republicanos opusieran una resistencia simbólica, los vandeanos ocupan la ciudad ya evacuada. Quedaban apenas 6000 soldados monárquicos acompañados por otro tanto de heridos y civiles. Durante esa noche dieciocho mil republicanos llegan del norte y rodean a sus enemigos. En la mañana siguiente la infantería republicana al mando de Marceau, Kléber, Tilly y Canuel se lanza al ataque, los vandeanos son sobrepasados con una desesperación tal que muchas mujeres llegan a unirse a sus hombres en los combates cuerpo a cuerpos. Cadoudal y trescientos jinetes consiguen hacer retroceder a los asaltantes momentáneamente pero rápidamente son puestos en fuga por un contraataque, sin embargo, consiguen huir de la trampa. No así la mayoría de sus compañeros que, presionados hacia el oeste, intentan hacer un último intento de resistencia para cubrir la huida de mujeres y niños. Lyrot muere en la batalla. Sin embargo, Gaspard Augustin René Bernard de Marigny (1754-1794) consigue por una hora mantener su posición y luego escapar por las marismas.
La victoria republicana es completa. Han perdido apenas una treintena de hombres más dos centenares de heridos. Enfrente, sus enemigos han perecido en número de cuatro a siete mil y muchos otros son ejecutados sumariamente, otros miles son encarcelados en la iglesia local. Kléber, entre tanto, decide volver con el grueso de sus fuerzas a Nantes. Marceau y Westermann, al mando de la caballería, salen con jaurías de perros a cazar a los sobrevivientes prófugos. Algunos miles son llevados a Savenay, pero quinientos o setecientos soldados y civiles vandeanos son asesinados por Westermann en Prinquiau. Durante los ocho días siguientes se ejecutan a dos mil prisioneros -incluyendo a sospechosos de serlo-, cumpliendo la sentencia de los representantes Prieur de la Marde, Turreau y Bourbotte de poner fin a la vida de todo que tomara las armas contra la nueva república. Las mujeres y niños, 1679 en total, son enviados a las prisiones de Nantes, todos morirán fusilados o ahogados por orden del representante Carrier.
Con la ayuda de contrabandistas, cerca de 2500 fugitivos, entre ellos el abate Bernier y Victoire Donnissan de Lescure, lograron cruzar el Loira en los días posteriores a la batalla. Sólo 4000 habían cruzado el Loira antes de la batalla; de los supervivientes, la mayoría se dispersaron y ocultaron al norte del Loira con los chuanes. Después de la campaña, al menos 10 000 vandeanos son fusilados o gillotinados y 4000 a 5000 fueron ahogados, principalmente civiles.

## Consecuencias

### Bajas
El historiador François Lebrun estimaba que unos 50 000 vandeanos murieron en la expedición. En cambio, su colega Guy Richard eleva el número a 70 000 caídos. Por último, Jacques Hussenet estima que entre 50 000 y 75 000 vandeanos resultaron muertos, la mayoría no combatientes.

### Represión
Con su decisiva victoria de Savenay las fuerzas republicanas pusieron fin a la expedición militar. Sin embargo, Marceau, disgustado con la guerra civil y las masacres solicitó el traslado para enfrentarse a las fuerzas de la Primera Coalición. El 30 de diciembre el general Turreau recibió el mando del Ejército de Occidente en Chateaubriand, organizando las tristemente célebres colonnes infernalles, «columnas infernales», con las que reiniciara la guerra -unos 100 000 soldados, incluyendo gran número de caballería y artillería-.
Kléber, que abogaba por ocupar la Vandea mediante la construcción de fuertes, es enviado a Vitre a combatir a los chuanes, pero logró oponerse con éxito a Rossignol para que las columnas infernales no actuaran también en Ille y Vilaine, Bajo Loira y Mayenne. Kléber permaneció en Bretaña hasta mayo de 1794 para luego trasladarse al Ejército del Norte.
La represión fue feroz, particularmente en Nantes, donde el representante Carrier organizó el fusilamiento y ahogamiento de ocho a once mil prisioneros de un total de doce a trece millares de muertos, incluyendo hombres, mujeres y niños, si se suman los fallecidos por las epidemias entre noviembre de 1793 y febrero de 1794. En Maine y Loira los representantes Adrien Francastel (1761-1831) y Nicolas Hentz (1750/1758-1824/1831) tenían once a quince mil personas en sus manos en Angers, Saumur, Avrillé, Doué-la-Fontaine, Sainte-Gemmes-sur-Loire, Le Marillais y Les Ponts-de-Cé, fusilaron y guillotinaron a seis mil quinientos a siete mil, otros dos mil murieron en prisión.
En noviembre de 1793 el Comité había votado un decreto que condenaba cualquier ciudad tomada sin resistencia por los "ladrones" debía ser incendiada. Fougères y Laval estaban amenazados pero al final no se les aplicó el decreto.
Las comisiones militares establecidas en Ille y Vilaine para la Vandea ejecutaron en Rennes y Fougères a 553 personas durante cinco meses, dirigidas por Brutus Magnier (1771-1817) y Gabriel Vaugeois (1753-1839).
Por su parte, el príncipe de Talmont, que intentaba contactarse con Puisaye, fue arrestado en Pont-dom-Guérin con tres de sus compañeros por la Guardia Nacional de Le Loroux. Encarcelado en Fougères, Rennes y Vitré en pésimas condiciones, fue sometido a un largo interrogatorio. Enfermo de tifus, finalmente se le envió a Laval donde fue guillotinado ante las puertas de su castillo el 27 de enero de 1794.
Algunos insurrectos fueron muertos cuando intentaban cruzar el Loira. Donissan fue capturado en Ancenis y fusilado en Angers el 8 de enero. La Varenne se ahogo en el cruce del río cuando su barco fue hundido por una cañonera república el 10 de mayo de 1794.

### Reanudación de la guerra

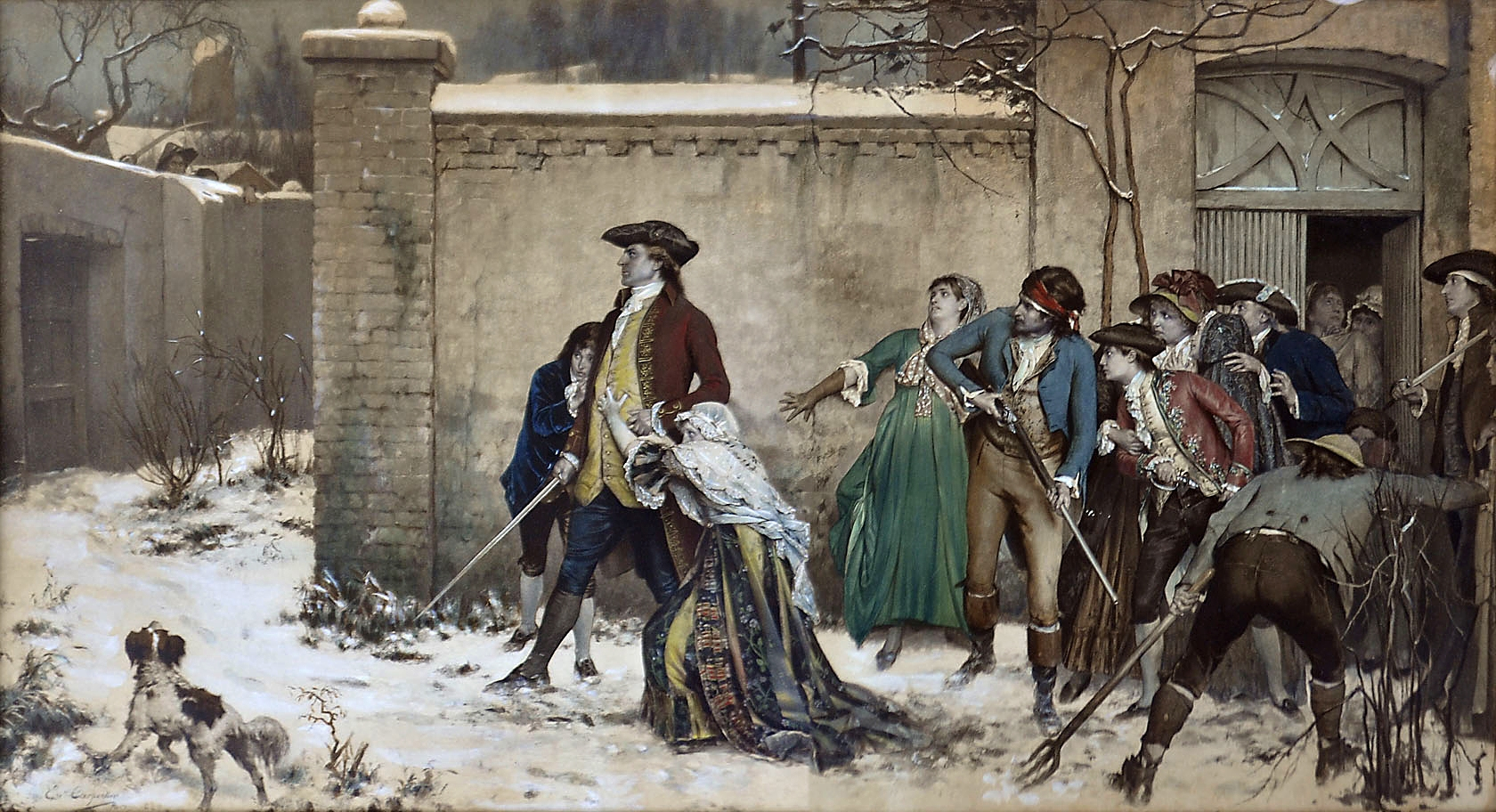
Les réfugiés, Évariste Carpentier, c. 1881.

A principios de 1794, los vandeanos estaban prácticamente derrotados. Sin embargo, la guerra no se detuvo. Charette, que no había participado en el Giro de la Galerna, seguía luchando contra Haxo desde octubre anterior. Este toma Noirmoutier el 3 de enero con seis mil hombres. Durante la batalla el general d'Elbee y dos mil defensores capitularon bajo la promesa de que sus vidas serían respetadas, pero todos fueron ejecutados.
El 21 de enero el general Turreau pasó a la ofensiva. Desde ese día hasta el 17 de mayo incendiaron todo a su paso, cometiendo todo tipo de atrocidades y llegando a exterminar a pueblos enteros. Algunos historiadores han encontrado en el plan del Comité ciertas reminiscencias de las proclamas de 1652, del Lord Protector Oliver Cromwell (1599-1658) en sus campañas que lo llevaron a arrasar las tierras y poblaciones de los católicos rebeldes de Irlanda.
Varios jefes sobrevivientes, como Stoffiet, Sapinaud La Rairie y Marigny, consiguen durante aquellos meses reorganizar sus fuerzas. Sin embargo, La Rochejaquelein, después de organizar una columna de 800 a 1200 hombres, fue muerto cuando ofrecía a una partida de republicanos respetar sus vidas –cuando les hacía el ofrecimiento uno de los soldados aprovechó para dispararle en la cabeza– un 28 de enero en Nuaillé.
En los primeros meses de ese año se reportaron las insurrecciones realistas en las zonas atravesadas por los monárquicos durante el Giro de la Galerna. Muchos vandeanos sobrevivientes se refugiaron con los chuanes del norte del Loira. Cerca de Fougères empiezan a surgir algunos cientos de rebeldes a cargo de Boisguy o al oeste de Laval con Chouan y Jambe d’Argent (1770-1795). Rápidamente la insurgencia se extendió por Bretaña y Maine. En marzo, llegaron a Morbihan después de un combate en Mangolérian (día 15). En junio entre los límites del Bajo Loira y Maine y Loira, Marie-Paul Scépeaux (1768-1821) organizó una pequeña fuerza y consiguió algunos éxitos. Con esto comenzaba la Guerra de los Chuanes (Chouannerie o Chuanería), que se hará cada vez más importante a la vez que decaía el conflicto en la Vandea.
En total, las guerras de la Vandea, costaron las vidas de 120 a 600 mil personas. Estudiosos como Jacques Hussenet, Louis-Marie Clénet y Anne Bernet estimaban en 170, 200 y 300 millares respectivamente, aunque la tercera dice que las bajas se repartieron equitativamente entre vandeanos y soldados republicanos, lo que es negado por otros historiadores. De hecho, en 1992 Jacques Dupâquier cifras los gubernamentales muertos en apenas 30 000 y Hussanet, respecto de sus propias cuentas, dice que sólo un cuarto o quinto de los fallecidos eran republicanos, es decir, de 130 a 150 mil soldados movilizados por París durante el conflicto unos cincuenta millares murieron o desaparecieron. En 1790 la población de la región alcanzaba las 800 000 almas.
Tras la feroz ola de represión de 1793-1794, cuando las columnas del general Turreau masacraron a más de 40 000 a 100 000 personas, la guerra empezó a bajar su intensidad en 1795, quedando unos pocos miles de guerrilleros en la zona, hasta acabar al año siguiente con la muerte de los principales cabecillas rebeldes.
Esta brutal represión forma parte de El Terror, período particularmente violento de la Revolución francesa. Durante el mismo, cerca de medio millón de personas fueron procesadas y encarceladas en toda Francia. Oficialmente 16 594 fueron ejecutadas, principalmente en la guillotina, a las que se suman diez a doce mil muertos en prisión y otro tanto de ejecutados sin juicio en la Vendée. En número total de víctimas mortales de este terror revolucionario pudo alcanzar los treinta y cinco a cuarenta millares.

### Memorias
- Barère de Vieuzac, Bertrand (1844). Mémoires de B. Barère, membre de la Constituante, de la Convention, du Comité de Salut Public, et de la Chambre des Représentants (en francés) IV. París: Jules Labitte.
- De La Rochejaquelein, Victoire de Donnissan (1848). Mémoires de Madame de La Rochejaquelein (en francés) (6ª edición). París: P. Dentu.
- Kléber, Jean-Baptiste (1989).  Roger Nougaret, ed. Mémoires politiques et militaires. Vendée, 1793-1794 (en francés). París: Tallandier.
- Le Preste, Jacques Anne Joseph (1806). Mémoires pour servir à l'histoire de la guerre de la Vendée (en francés). París: À la maison de commission en librairie.
- Mercier du Rocher, André (1899). «Mémoires de Mercier du Rocher pour servir à l'histoire de la guerre de Vendée». Souvenirs et mémoires recueil mensuel de Documents autobiographiques-Souvenirs-Mémoires Correspondances (en francés) II. Lucien Gougy. pp. 1-30.
- Poirier de Beauvais, Bertrand (1893).  Valentine de La Bouëre, ed. Mémoires inédits (en francés). París: Plon.
- Savary, Jean-Julien (1824).  François Barrière; Saint-Albin Berville, ed. Guerres des Vendéens et des Chouans contre la République Française: ou, Annales des départemens de l'Ouest pendent ces guerres (en francés) II. París: Baudouin frères.
- Turreau, Louis Marie (1824). Mémoires pour servir à l'histoire de la guerre de la Vendée (en francés). París: Baudouin.

### Estudios
- Aubrée, Étienne (1936). Le général de Lescure (en francés). Librairie académique Perrin.
- Aubrée, Étienne (1938). Les prisonniers de Malagra (en francés). Librairie académique Perrin.
- Augris, Frédéric (1993). Vendéens et Républicains dans la guerre de Vendée: 1793-1796 (en francés) II. Cholet: Éditions du Choletais. ISBN 9782307664857.
- Aulard, François-Alphonse (1894). La Révolution française: revue d'histoire contemporaine (en francés) XXVII. París: Société de l'histoire de la révolution française.
- Aulard, François-Alphonse (1895). Recueil des actes du Comité de salut public avec la correspondance officielle des représentants en mission et le registre du Conseil exécutif provisoire (en francés) IX. París: Imprimerie Nationale.
- Blanc, Louis (1858). Histoire de la révolution française (en francés) X. París: L. Langlois & Leclercq.
- Chassin, Charles-Louis (1894). La Vendée patriote, 1793-1800 (en francés) III. París: P. Dupont.
- Connelly, Owen (2012). The Wars of the French Revolution and Napoleon, 1792-1815 (en inglés). Nueva York: Routledge. ISBN 978-1-134-55289-4.
- Crétineau-Joly, Jacques (1840). Histoire de la Vendée militaire (en francés) I. París: Hivert.
- De Chabot, Françoise (1890). Henri de La Rochejaquelein et la guerre de la Vendeé d'aprés des documents inédits (en francés). París: H. Champion.
- De Viguerie, Jean (1995). «El carácter religioso de la Vendée».  En Joaquim Veríssimo Serrão; Alfonso Bullón de Mendoza, ed. La contrarrevolución legitimista, 1688-1876. Madrid: Editorial Complutense. pp. 143-162. ISBN 978-84-89365-15-5.
- Desormeaux, Henri Baguenier (1896). Bonchamps et le passage de la Loire (en francés). Vannes: Lafolye.
- Dupuy, Roger (1997). «La Vie Quotidienne». Les Chouans, Coll (en francés). París: Hachette Littérature.
- Dupuy, Roger (2004). La Bretagne sous la Révolution et l’Empire, 1789-1815 (en francés). Rennes: Éditions Ouest-France université.
- Fillon, Benjamin (1847). Pièces contrerévolutionnaires: du commencement de l'insurrection vendéenne (en francés). Fontenoy: Robuchon.
- Fournier, Élie (1993). La Terreur bleue: 15 octobre-23 décembre 1793. La Virée de galerne (en francés). París: A. Michel.
- Furet, François; Ozouf, Mona (1989). A Critical Dictionary of the French Revolution (en inglés). Harvard University Press. ISBN 978-0-674-17728-4.
- Gabory, Émile (1925). «Soldados paysans». Mémoires de la Société d'Histoire et d'Archéologie de Bretagne (en francés) VI (2): 302-320.
- Gabory, Émile (1989). Les guerres de Vendée (en francés). París: Robert Laffont.
- Gras, Yves (1994). La Guerre de Vendée (en francés). Éditions Economica.
- Gréau, Pierre (2007). La bataille d'Entrammes (en francés). Nantes: Siloë.
- Gréau, Pierre (2012). La Virée de Galerne (en francés). Cholet: Pays & Terroirs.
- Guériff, Fernand (1988). La bataille de Savenay dans la Révolution (en francés). Le Pouliguen: éditions Jean-Marie Pierre. ISBN 2-903999-08-2.
- Horassius, Michel (2008). La virée de Galerne. 1793: la Vendée martyrisée (en francés). París: Éditions Glyphe.
- Hussenet, Jacques (2007). «Détruisez la Vendée!». Regards croisés sur les victimes et destructions de la guerre de Vendée (en francés). La Roche-sur-Yon: Centre vendéen de recherches historiques.
- Joes, Anthony (2006). Resisting Rebellion: The History and Politics of Counterinsurgency (en inglés). University Press of Kentucky. ISBN 978-0-8131-7199-9.
- Jones, Colin (2013). The Longman Companion to the French Revolution (en inglés). Nueva York: Routledge. ISBN 9781317870807.
- Jourdan, Félix (1907). La chouannerie dans l'Avranchin, 1re partie (en francés). París: Société des Gens de Lettres de France.
- Le Boutellier, Christian (1989). La Révolution dans le Pays de Fougères (en francés). Société archéologique et historique de l'arrondissement de Fougères.
- Lebrun, François (1989). La virée de Galerne: 18 octobre - 23 décembre 1793 (en francés). Nantes: Éditions de l'Ouest & Institut culturel de Bretagne. ISBN 9782908261004.
- Lehideux, Tanneguy (2009). Combat d'un Chouan. Terrien cœur de lion (en francés). Geste éditions.
- Levene, Mark (2005). Genocide in the Age of the Nation State: The Rise of the West and the Coming of Genocide (en inglés) II. Tauris. ISBN 978-0-85771-289-9.
- Lévy, André (1993). Les batailles du Mans. Le drame vendéen (en francés). Saint-Jean-d'Angély: Éditions Bordessoules.
- Lucas de La Championnière, Pierre-Suzanne (1994). Mémoires sur la guerre de Vendée (en francés). París: Librairie Plon.
- Martin, Jean-Clément (1986). Blancs et Bleus dans la Vendée déchirée (en francés). París: Gallimard.
- Massicot, Jean (2010). La période révolutionnaire (en francés). Desnoel. ISBN 978-1-4461-5012-2.
- Petitfrère, Claude (1977). «Les causes de la Vendée et de la Chouannerie. Essai d'historiographie». Annales de Bretagne et des pays de l'Ouest (en francés) LXXXIV (4): 75-101.
- Richard, Guy (1992).  Jean-Jacques Cleyet-Merle, ed. L'Histoire inhumaine, massacres et génocides des origines à nos jours (en francés). París: Éditions Armand Colin. ISBN 9782200211806.
- Ross, Steven T. (2010). The A to Z of the Wars of the French Revolution (en inglés). Lanham: Scarecrow Press. ISBN 978-1-4616-7238-8.
- Secher, Reynald; René Le Honzec (1989). Vendée, 1789-1801: bande dessinée (en francés). París: Editions Fleurus.
- Sinsoilliez, Robert (1991). Le siège de Granville: Chouans et Vendéens (en francés). Louviers: Ancre de Marine. ISBN 9782905970343.
- Sinsoilliez, Robert (2004). Le Siège de Granville, Chouans et Vendéens (en francés). Éditions L'Ancre de Marine.
- Tabeur, Jean (2008). Paris contre la Province, les guerres de l'Ouest (en francés). Éditions Economica.
- Taine, Hippolyte (1986). Les origines de la France comtemporaine. La Révolution: le gouvernement révolutionnaire, le régime moderne (en francés). París: Éditions Robert Laffont.
- Thiers, M. A. (1836). Historia de la Revolución de Francia III. Barcelona: A. Bergnes. Traducción francés-español por José Flor de Fuentes.